# Кадмон, Хая
Кадмон (Кауфман) Хая ( 25 сентября 1919, Симферополь — 1960, Тель-Авив) — израильская поэтесса, литературный критик и переводчица.

## Биография
Родилась в семье учителя Авраама Кауфмана. В 1925 вместе с родителями эмигрировала в Эрец-Исраэль. Семья Кауфаман обосновалась в Кфар-Иехезкель. Училась в гимназии «Герцлия» в Тель-Авиве. Была активистом «Ха-шомер ха-цаир».
Кадмон была членом МАПАМ, сотрудничала в газете «Аль Ха-Мишмар», в 1954 вступила в Коммунистическую партию Израиля. На страницах газеты «Коль ха-Ам» были опубликованы её песни, стихи, детские песни, статьи и очерки о литературе на иврите. Кадмон также занималась переводами стихов В. В. Маяковского, П.Неруды и др.
Изучала английский язык и литературу на иврите в Еврейском университете, продолжила своё образование в Англии. По возвращении в Израиль преподавала иврит и английскую литературу в различных школах страны.